# 3,3,3-tetramina
La 3,3,3-tetramina, llamada también norespermina o termina, es un compuesto orgánico de fórmula molecular C9H24N4.
Su estructura química corresponde a una poliamina lineal con cuatro grupos amino, dos secundarios y dos primarios (terminales).
Recibe también los nombres de N,N'-bis(3-aminopropil)-1,3-propanodiamina, 1,5,9,13-tetraazatridecano y, en nomenclatura IUPAC, N-[3-(3-aminopropilamino)propil]propano-1,3-diamina.

## Propiedades físicas y químicas
A temperatura ambiente, la 3,3,3-tetramina es un líquido ligeramente amarillo con una densidad de 0,92 g/cm³, inferior a la del agua. Tiene su punto de ebullición a 330 °C (101 °C a una presión de sólo 1 mmHg).
Es un compuesto soluble en agua, incompatible con oxidantes fuertes. El valor (teórico) del logaritmo de su coeficiente de reparto, logP = -1,26, indica que su solubilidad en disolventes hidrófilos es mayor que en disolventes hidrófobos.

## Abundancia
La 3,3,3-tetramina fue aislada por vez primera en 1975 en un termófilo extremo, Thermus thermophilus HB8, recibiendo por ello el nombre de «termina».
Asimismo, el análisis de diversas cepas de Sulfolobus, arqueobacteria termófila que depende del azufre, mostraron que las poliaminas más abundantes son norespermidina, espermidina y termina.
Posteriores estudios han mostrado que la composición de poliaminas en termófilos depende de la temperatura de su entorno. En el citado Thermus thermophilus, la concentración de poliaminas compuestas únicamente por grupos propilo —como la termina— aumenta conforme aumenta la temperatura de incubación; las poliaminas más abundantes en cepas incubadas a 80 °C son termina y caldopentamina, mientras que a temperaturas inferiores a 60 °C las poliaminas más abundantes son aquellas que contienen un grupo butilamino.
La 3,3,3-tetramina ha sido descrita en líquenes, ciertos tipos de hongos y algas eucariotas.
Junto a la norespermidina ha sido también identificada en la alfalfa así como en la gamba blanca Penaeus setiferus.

## Síntesis y usos
La 3,3,3-tetramina puede ser sintetizada por intercambio de grupos alquilo partiendo de norespermidina y acetidina en presencia de un catalizador de paladio.
Otras formas de elaborar esta tetramina son a partir de N1,N3-bis(2-cianoetil)propano-1,3-diamina, o bien por reacción entre 3-(azetidin-1-il)propan-1-amina y trimetilendiamina.
A su vez, la 3,3,3-tetramina es precursora de la N,N,N',N'-tetrametil-1,3-propanodiamina, la cual se sintetiza por metilación de Eschweiler-Clarke (aminación reductiva con formaldehído en ácido fórmico).
La 3,3,3-tetramina ha sido investigada en comparación con poliaminas biogénicas habituales —putrescina, espermidina y espermina—, observándose que aunque a nivel macromolecular se comporta igual que las poliaminas biogénicas, es incapaz de sustituirlas a la hora de mantener la proliferación celular, lo que implica aplicaciones biomédicas en el tratamiento de tumores.
También se ha propuesto el uso de esta tetramina como agente antibacteriano para destruir biopeliculas —ecosistemas microbianos organizados formados por múltiples bacterias asociadas a una superficie— que, entre otras cosas, contribuyen a que las células bacterianas desarrollen resistencia a los antibióticos.

## Precauciones
La 3,3,3-tetramina es una sustancia combustible que tiene su punto de inflamabilidad a 168 °C. Es un producto tóxico por ingestión o contacto, pudiendo ocasionar quemaduras en la piel y lesiones en los ojos.